# ضحى عبد الخالق
ضحى عبد الخالق هي سيدة أعمال أردنية، عضو مجلس الأعيان الأردني، إحدى مؤسّسي شركة إسكدنيا للبرمجيات عام 2000 وهي رائدة في المجمع الأردني. انتخبت نائب رئيس وعضو مجلس إدارة جمعية تكنولوجيا المعلومات 2003-2009
عضوة فاعلة في عدد من مجالس الجامعات الأردنية والمؤسسات المعنية في قطاع تكنولوجيا المعلومات. ناقشت العديد من الأوراق في عدد من اللجان الوزارية والدولية في العمل والتعليم. كما أنها تكتب في العديد من المواقع الإلكترونية والمنتديات الوطنية في قطاع تكنولوجيا المعلومات وأثرها على الأردن. ترأست المركز الإنمائي الأردني، عضو مجلس كلية العلوم في الجامعة الأردنية، كما كانت عضواً في مجلس التعليم العالي. كما شغلت منصب عضو المجلس الاقتصادي والاجتماعي. وتعتبر الأردنيّة الأولى الحائزة على جائزةُ سمو الشيخ عيسى بن علي آل خليفة، للعمل التطوّعي.

## دراستها
انهت ضحى عبد الخالق دبلوم في القانون التجاري في جامعة بكين في الصين الشعبية ودراسة تنفيذية من هارفارد كنيدي، وحصلت على بكالوريوس في القانون العام من الجامعة الأردنية وعلى إجازة المحاماة من نقابة المحامين الأردنيين منذ 1988. اختيرت سيدة الأعمال الأردنية ضمن قائمة النساء الأكثر نفوذاً وتاثيراً في الوطن العربي لعام 2018 والتي تضمنت ثمان أردنيات من بين 100 سيدة أعلن عنها وفق مجلة فوربس الشرق الأوسط تقديراً لمساهماتهن في الاقتصاد الإقليمي.

## الحياة المهنية
أسست شركة ESKADENIA Software  في قطاع لتكنولوجيا، تعمل على دعم المرأة والمجتمع من خلال مبادرات مجتمعية متعددة منها صالون وطن للموسيقى وموقع «لأنني أهتم» المعني بشؤون المرأة الأردنية وتسليط الضوء على إنجازاتها.

## إنجازتها
حصلت ضحى عبد الخالق على لقب أكثر النساء تأثيرا في الوطن العربي لعام 2018 ونالت عدة جوائر عربية وعالمية؛ وقد حصلت على «خاتم الأمم المتحدة للمساواة بين الجنسين في مكان العمل». تقول عبد الخالق في تصريحات صحفية أن التخصص والاستثمار فيه كان لا بد وأن يدفع افكار ايجابية تهدف إلى حمل دلالات رمزية غايتها الوصول لنوع من الرضى عن الذات في جوانب معينة.